# Протокосм

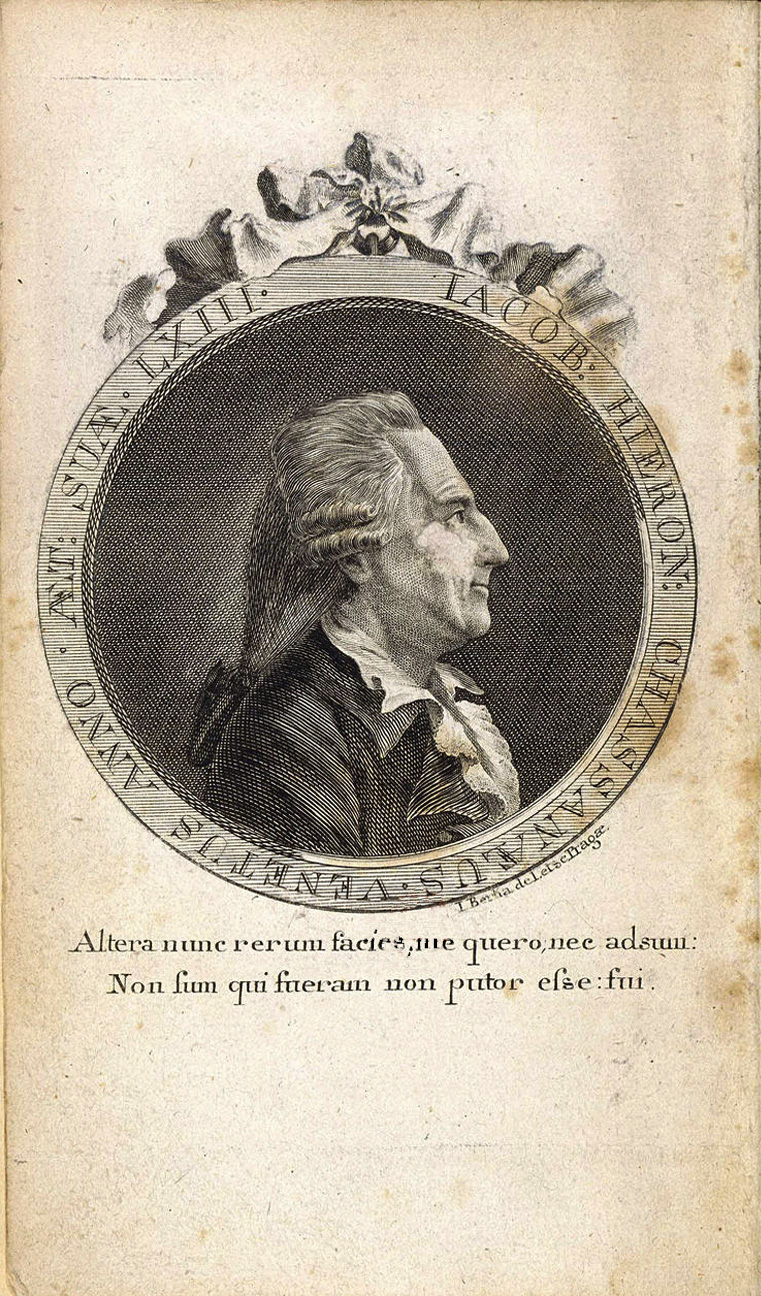
Портрет Джакомо Казановы, помещённый на фронтиспис первого издания романа «Икозамерон», 1788

Протокосм (фр. Protocosme) — вымышленный подземный континент, описанный в научно-фантастическом романе итальянского авантюриста и писателя Джакомо Казановы «Икозамерон, или История Эдуарда и Элизабет, которые провели восемьдесят один год у Мегамикров, исконных обитателей Протокосма внутри нашей планеты» (Icosameron ou histoire d'Edouard, et d'Elisabeth qui passèrent quatre vingts ans chez les Mégamicres habitante aborigènes du Protocosme dans l'interieur de notre globe). 

## Сведения о романе
Написанный на французском языке «Икозамерон» был впервые издан в 1788 (по другой информации — в сентябре 1787 года) году в Праге за средства Казановы. Огромный по объёму пятитомный научно-фантастический роман не имел успеха у публики и поэтому не смог оказать влияния на позднейшие литературные произведения, где идёт речь о подземном мире. В качестве основных недостатков книги называли непомерный объём, даже по критериям второй половины XVIII века, чрезмерную перегруженность деталями, многочисленными сюжетными линиями и научными отступлениями. «Удивительно, что в следующем веке именно научные экскурсы, включённые в ткань романа, подарят славу Жюлю Верну. Последний, в отличие от Казановы, правильно их применил. Он понял, что надо излагать сведения популярно, чтобы заинтересовать читателя, в то время как Казанова излагает материал строго научно и, главным образом, для того, чтобы продемонстрировать свои универсальные познания в различных науках», — писал по этому поводу кандидат юридических наук Николай Кравцов (Южный федеральный университет). Стефан Цвейг отмечал, что для того, чтобы прочесть «Икозамерон» Казановы, «чудовище среди утопических романов», следует «обладать овечьим терпением в ослиной шкуре». В то же время сам Казанова считал, что именно «Икозамерон», а также математические работы («О расчёте удвоения куба, которое занимало математиков от древнего Египта и до Декарта и Ньютона»; 1790) сохранят его имя в веках.

## В романе
По сюжету романа брат и сестра Эдуард и Элизабет участвуют на корабле «Уолси» в экспедиции по поиску морского пути в Северном Ледовитом океане. После кораблекрушения Эдуард и Элизабет оказались в водовороте, который затянул их в пучину океана и пронёс через слои загадочной жидкости и газа. В итоге они оказались в подземном мире на материке Протокосм, который изображён как дрейфующий по внутренней поверхности планеты. В небосводе центральной части континента расположен подземный источник света — железное ядро Земли, испускающее тусклые розовые лучи. Пространство и время подземного мироустройства находятся в зависимости от числовой символики. При этом доминирующая роль отведена числам 6 и 9. Территория Протокосма разграничена квадратными участками: площадь каждого из них составляет 1,21 млн квадратных миль. На них находятся полисы и государства, в том числе 80 королевств и 10 республик. Оставшаяся часть материка площадью 36 млн квадратных миль отведена под треугольные феоды различного размера. Протокосм населён мегамикронами — разумными существами-гермафродитами, которые размножаются откладыванием яиц. По своему внешнему облику аборигены похожи на земных детей. Фауна континента не отличается от человеческого мира. Уникальными животными подземного континента являются крылатые кони и змеи, лица которых схожи с человеческими. На материке расположено королевство «90», чьё общественное устройство также основано на нумерологической символике. Его столица Попиаркополис (Poliarcopolis) окружена стеной с 96 воротами. Внутри города устроены 4800 подземных жилищ, предназначенных для бедных слоёв населения.   
В подземном мире Эдуард и Элизабет находились несколько лет. За это время они совершили несколько путешествий, чтобы ознакомиться со многими районами континента. После этого они вернулись на поверхность планеты через проход где-то в горах Словении.